# پدرو آریکو سوارز
پدرو آریکو سوارز (انگلیسی: Pedro Arico Suárez؛ ۵ ژوئن ۱۹۰۸ – ۱۸ آوریل ۱۹۷۹) یک بازیکن فوتبال اهل آرژانتین بود.
وی همچنین در تیم ملی فوتبال آرژانتین بازی کرده‌است.